# Reza Naji
Reza Naji (Tabriz, 26 de Dezembro de 1942) é um ator iraniano. Ele é conhecido por seu papel em Bacheha-Ye aseman, The Willow Tree e The Song of Sparrows. 

## Prêmios
- 2008 prêmio de melhor ator no Asia Pacific Awards no filme The Song of Sparrows.[1]
- 2008 Urso da Prata no Festival de Berlim no filme The Song of Sparrows.[2]

## Filmografia
| Ano  | Título                 | Papel      | Notas         |
| ---- | ---------------------- | ---------- | ------------- |
| 1997 | Bacheha-Ye aseman      | Pai do Ali |               |
| 1998 | Birth of a Butterfly   |            |               |
| 2001 | Baran                  | Memar      |               |
| 2002 | Parandeh baz-e kouchak |            |               |
| 2005 | The Willow Tree        | Morteza    |               |
| 2007 | Sargije                |            |               |
| 2008 | The Song of Sparrows   | Karim      | Urso da Prata |
| 2010 | Harud (Outono)         |            |               |